# 익산가온초등학교
익산가온초등학교는 대한민국 전북특별자치도 익산시에 있는 공립 초등학교이다.

## 연혁
- 2017년 3월 1일 : 개교